# Florent de la Boissière
Florent de la Boissière, mort en mars 1330, est un prélat français du XIVe siècle. Il est de la famille de l'évêque de Noyon, Vermond de La Boissière.
Florent de la Boissière est chanoine de Noyon pendant depuis 56 ans quand il devient évêque de Noyon en 1315. Il démissionne en 1317.